# 星震学

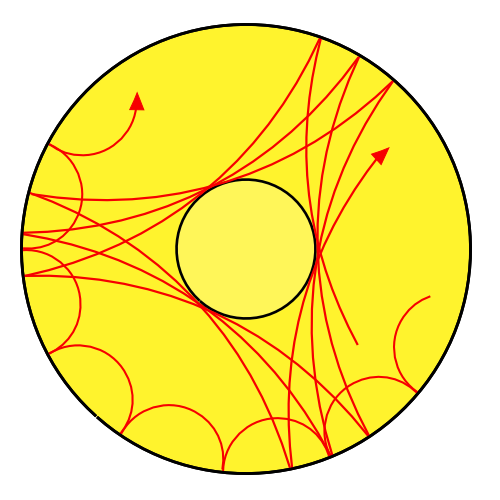
太陽内部の定在波

星震学 (せいしんがく、英: asteroseismology) は、恒星の振動を研究する学問である。恒星に見られる様々な振動モードは、恒星の様々な部分から敏感に影響を受けるため、明るさや表面温度などの全体的な特徴からは直接知ることができない星の内部構造についての情報を提供する。星震学は、太陽における振動の研究である日震学と密接な関係にある。両者は同じ物理学に基づいているが、太陽の場合はその表面をより高い分解能で観測できるため、量的にも質的にも異なる情報を得ることが可能である。

## 振動
恒星の振動は、熱エネルギーが運動エネルギーに変換されることによって生じる。この過程は、温度が高いときに熱が吸収され、低い時に放出される熱機関の原理に類似している。恒星の主要な機構は、放射エネルギーの表層での脈動エネルギーへの変換である。結果として生じた振動は、それほど大きくないと考えられ、そのため恒星の独立と球対称の形は保たれる。連星系では、恒星潮汐が恒星の振動に大きな影響を与える。星震学の1つの応用は、中性子星である。その内部構造は直接観測できないが、中性子振動の研究から推測されている。

## 波のタイプ
太陽に似た恒星の波は、3つの異なるタイプに分けられる。
- 音響または圧力(p)モード - 恒星の内部圧力の変化に由来し、その動きは局所的な音速によって決まる。
- 重力(g)モード - 浮力に由来する。
- 表面重力(f)モード - 恒星表面に沿った海の波と同種のもの。

プロキシマ・ケンタウリのように太陽に似た恒星では、pモードが最も目立ち、gモードは核の対流圏に限定される。しかし、白色矮星ではgモードが見られる。

## 日震学
日震学は、太陽に焦点を当てた星震学である。太陽の振動は外層の対流によって励起され、他の恒星の太陽型振動は、星震学の新しい分野である。

## 宇宙ミッション
いくつかの宇宙機は、星震学の調査をミッションの大きな目的としている。
- SOHO - 1995年に打ち上げられた太陽観測衛星。欧州宇宙機関(ESA)とアメリカ航空宇宙局(NASA)の合同。
- WIRE - 1999年に打ち上げられたNASAの赤外線宇宙望遠鏡。望遠鏡本体が故障した後、星震学のために用いられた。
- MOST - 2003年に打ち上げられたカナダの人工衛星。星震学を主目的とした最初の宇宙機。
- COROT - 2006年に打ち上げられたフランス主導のESAの人工衛星。系外惑星の観測と星震学の2つを主な目的とした。
- ケプラー - 2009年に打ち上げられた宇宙機。系外惑星の観測が主な目的だが星震学の調査にも用いられた。

## 赤色巨星と星震学
赤色巨星は、核での水素核融合が終わった後の恒星の進化上の後期段階にある恒星である。恒星の外層は200倍にも拡張し、核は収縮する。しかし、2つの異なった段階があり、核の外の層での水素核融合が残っているが核にヘリウムがない最初の段階と、核がヘリウム核融合が始まる温度になる後の段階に分かれる。以前は、これら2つの段階は恒星のスペクトルを観測することで区別することができず、段階の詳細は不明であった。ケプラーのミッションにより、比較的赤色巨星に近い数百の恒星の星震学が研究され、2つの段階の区別が可能となった。水素殻燃焼をする恒星のgモードの周期は50秒以内で、ヘリウム燃焼をする恒星の周期は100秒以内から300秒であった。角モーメントの保存から、外層の拡張と核の収縮により、核の自転は速くなり、外層の自転は遅くなることが推測された。星震学は、核の自転は少なくとも表面より10倍速くなることが示された。さらに星震学の観測を行うことで、それまで分かっていなかった恒星の進化の詳細を解明する手助けとなった。